# Despot (titlu)
Titlul de Despot  (in greacă veche δεσπότης despótēs domni, domnitori) a fost introdus în anul 1163 de împăratul bizantin Manuel I Komnenos (a domnit între 1143-1180), ca cel mai înalt titlu după cel imperial, Basileus (împărat).
Titlul de despot a fost rezervat pentru cea mai înaltă aristocrație. Un despot ar putea fi guvernatorul unui despotism sau despotat, dar a fost, de asemenea, la 1261, titlul de moștenitor al tronului, în același timp,  conducătorul în Despotatul Morea . Forma feminina, despoina (greacă veche δέσποινα) desemnează o femeie despot sau soția unui despot.
Chiar și în afara Bizanțului, mai ales în sud-estul Europei, titlul s-a răspândit ca cel mai înalt titlu de conducător. Așa a fost Béla al III-lea al Ungariei (a domnit între 1172-1196), primul despot  non-bizantin. De regulă, despotat era numit atunci, teritoriul guvernat de un despot, cum ar fi Despotatul Epir sau Despotatul Dobrogea. În Despotatul Epir, despot a fost titlul de conducător al statului succesor bizantin. În Serbia medievală, despotul (a se vedea Despotatul Serbiei)  a fost introdus sub împăratul Stefan Dušan, care a preluat astfel birocrațiile și titlurile bizantine. Despotul sârb al secolului al XV-lea a primit titlurile între 1402 și 1453 întotdeauna de la împăratul bizantin, apoi de la regele ungar.
După ce ceremonia curtii bizantine s-a impus în cele din urmă, cel mai înalt titlu de conducător a rămas cel imperial, basileu, iar premiul său a fost rezervat pentru dizolvarea imperiului sârb numai Basileului bizantin. 
În Liturghia Bizantină , preotul este abordat de diacon, până astăzi ca despot. Acest titlu este înțeles în sensul neutru de "conducător", fără sensul negativ obisnuit de astazi de "dictator".

## Literatură
- B. Ferjancic: Despot. În: Lexikon des Mittelalters. Bd. 3, Sp. 733f.
- Lexikon zur Geschichte Südosteuropas, 2004, p. 183-184 (ISBN 3-205-77193-1, ISBN 3-8252-8270-8)